# Cercle artistique de Luxembourg

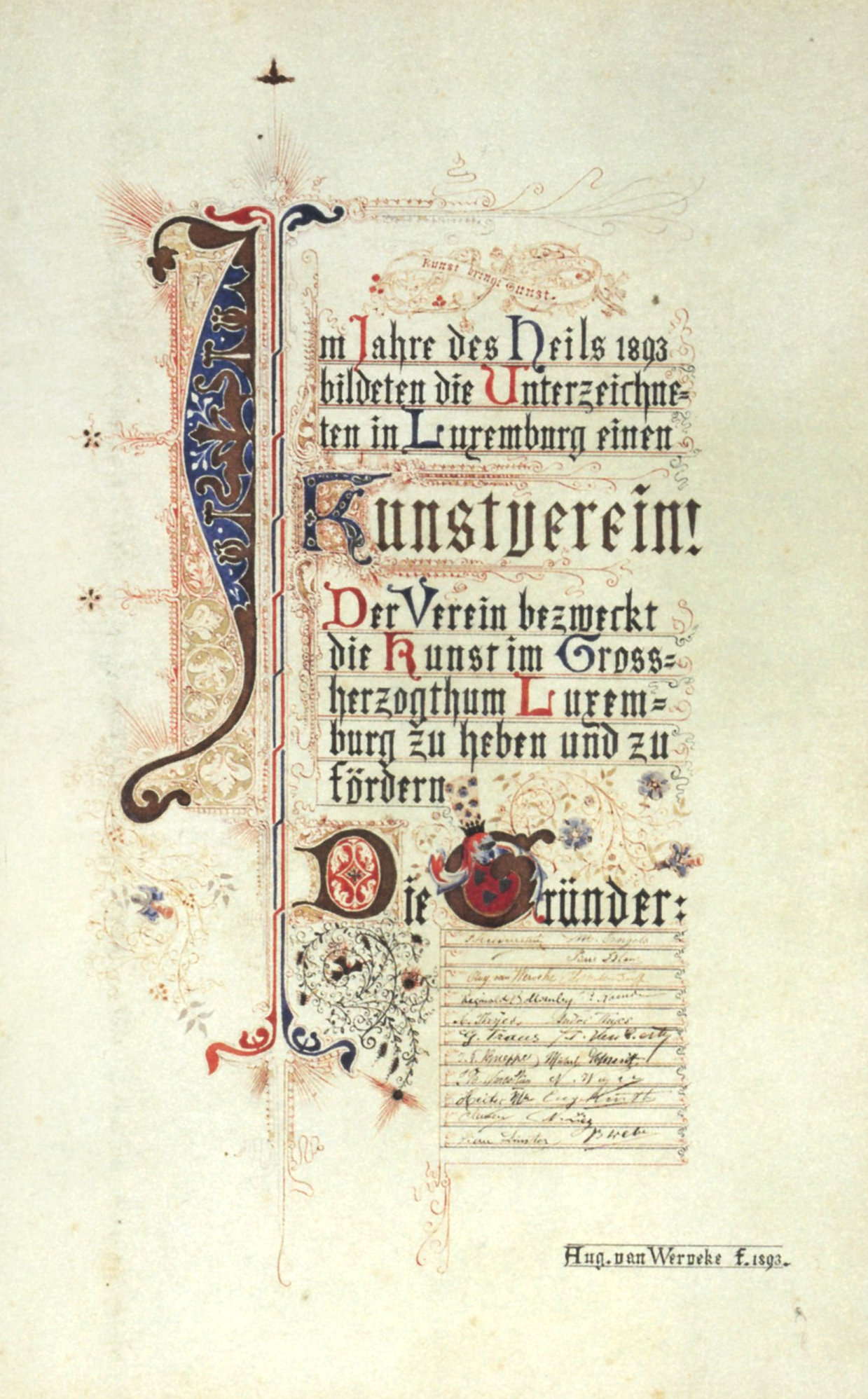
Charte de fondation du Cercle artistique de Luxembourg (1893), avec les signatures des fondateurs.

Le Cercle artistique de Luxembourg (en allemand : Luxemburger Kunstverein), CAL en abrégé, est une association luxembourgeoise d'artistes. CAL est une Association sans but lucratif (A.s.b.l.), dont le siège social est à Luxembourg-Ville.

## Historique
Dès les années 1880, une tentative fut faite pour former un collectif d'artistes, mais elle échoua en raison de frictions personnelles. En 1893, le Cercle artistique de Luxembourg est fondé au Grand Café de Luxembourg-Ville. Les fondateurs étaient les architectes Jean-Pierre Knepper, Jean-Pierre Koenig, Charles Mullendorff, Georges Traus et Auguste van Werveke, les auteurs Pol Clemen, Nicolas Liez et Batty Weber, le sculpteur Jean-Baptiste Wercollier, le maître-vitrier Pierre Linster, les peintres Pierre Blanc, Reginald Bottomley, Michel Engels, Michel Heiter, Frantz Heldenstein, Jean-Pierre Huberty, Alphonse Thyes et André Thyes, l'artiste Eugène Kurth, Michel Schmit et Nicolas Weyler. La Grande-Duchesse Adélaïde, elle-même peintre, devient marraine de l'association.

## But
L'objectif du CAL est de rassembler des artistes appartenant aux différents genres d'expression artistique contemporaine - dont les arts visuels, les arts appliqués et les arts graphiques - sans distinction de tendances ou de mouvements esthétiques. Le CAL défend les intérêts de ses membres et promeut la création artistique et l'éducation artistique au Luxembourg.
Salons
Le CAL organise essentiellement chaque année une exposition d'œuvres d'art, le Salon du CAL. Pour exposer au salon, l'artiste, qui a la nationalité luxembourgeoise ou qui a son domicile au Luxembourg, doit présenter ses œuvres à un jury. Ce jury procède ensuite à la sélection des œuvres d'art qui seront exposées au salon.
Différents prix y seront remis:
- le Prix Grand-Duc Adolphe (depuis 1902)
- le Prix d'encouragement aux Jeunes Artistes (1983-2007)
- le Prix de Raville (1987-2007)
- le Prix Pierre-Werner (depuis 1992)
- le Prix Révélation (depuis 2009)
- le Prix Jeune Talent (depuis 2022)

## Adhésion
Une série d'articles sur le Luxemburger Kunstverein ont été publiés dans le magazine mensuel Ons Hémecht en 1900, largement basés sur un discours prononcé par le président Engels lors d'un banquet d'association en 1899. Un certain nombre de membres ont déjà quitté l'association, mais on constate également une nouvelle croissance. Engels énumère les 75 membres, les quatre premiers mentionnés sont la grande-duchesse Adélaïde, sa grande maîtresse la baronne von Preen, la dame d'honneur honoraire la baronne von Apor et le ministre d'État Paul Eyschen, suivis des artistes. Dans les années 2020, le CAL compte environ 130 membres.